# Christina Pickles
Christina Pickles (Yorkshire, Inglaterra, 17 de fevereiro de 1935) é uma atriz britânica que atua nos Estados Unidos. Suas atuações mais famosas são como Caroline Montague no filme Romeu e Julieta de 1996; e como Judy Geller no seriado Friends (1994-2004).